# 沃納 (新罕布什爾州普查規定居民點)
沃納（英語：Warner）是位於美國新罕布什爾州梅里馬克縣的普查規定居民點。

## 人口
根據2020年美國人口普查的數據，沃納的面積為2.07平方千米，皆為陸地。當地共有人口453人，而人口密度為每平方千米218.84人。